# Lucio Settimio Severo Apro
Lucio Settimio Severo Apro (in latino: Lucius Septimius Severus Aper; fl. 207) è stato un politico romano, senatore dell'Impero.

## Biografia
Era originario di Leptis Magna, come l'imperatore Lucio Settimio Severo; nel 207 venne nominato console, certo dietro approvazione del suo conterraneo.
Appare nella Historia Augusta con il nome modificato in Afer; fu probabilmente giustiziato nel 211-212 per volere dell'imperatore Caracalla, figlio di Settimio Severo.